# Kommer du ihåg Dolly Bell?
Kommer du ihåg Dolly Bell? (Sjecas li se Dolly Bell, 1981) är regissören Emir Kusturicas första biograffilm. Den vann pris för bästa manus och bästa unga regissör på Yugoslav National Film Festival i Pula 1981 samt Bästa debutfilm i Venedig.
Filmen är baserad på en novell av Abdulah Sidran (även manus), och skildrar hans uppväxt på 1960-talet. Man får följa tonåringen Dino under ett sommarlov i Sarajevo, där han bland annat kommer i kontakt med en småkriminell värld och blir kär i en prostituerad kvinna vid namn Dolly Bell. Filmen är den enda av Kusturicas spelfilmer som är under två timmar lång.